# コミックフラッパー
『月刊コミックフラッパー』は、KADOKAWA・メディアファクトリーブランドが出版している月刊漫画雑誌。1999年11月5日に創刊。前身は1998年に創刊した『コミックアルファ』（株式会社メディアファクトリー刊）。発売日は毎月5日。「フラッパー」とは英語で「おてんば娘」という意味。
2008年3月号にて通算100号を迎え、壁紙などのダウンロードができるモバイルサイトも同時オープンした。2010年9月には公式サイトがリニューアルされ、公式Twitterも開始された。

## 連載作品
- アシスタリアン 〜ヤンデレエイリアンはエロ漫画家に愛されたい〜（野愛におし）
- 甘やかせ魔族ども（鬼龍駿河）
- イズミと竜の図鑑（凪水そう）
- FX戦士くるみちゃん（原作：でむにゃん、作画：炭酸だいすき）
- オセロとアルキメデスの冒険（なまねこ）
- 穢れた聖地巡礼について（原作：背筋、作画：桃井ゆづき）
- 限界独身女子（26）ごはん（的場りょう）
- このヒーラー、めんどくさい（丹念に発酵） - 『コミックウォーカー』から移籍
- 少女星間漂流記（原作：東崎惟子、作画：夜の羊雲、キャラクター原案：ソノフワン）
- 千年狐 〜干宝「捜神記」より〜（張六郎）
- 対ありでした。 〜お嬢さまは格闘ゲームなんてしない〜（江島絵理）
- 盾の勇者の成り上がり（原作：アネコユサギ、作画：藍屋球、キャラクター原案：弥南せいら）
- となりの関くん（森繁拓真）
- となりの席の同僚が俺のリスナーだった件。（ミツコシ）
- 火喰鳥を、喰う（原作：原浩、作画：倉一ひや）
- ヒモメン〜ヒモ更生プログラム〜（鴻池剛）
- 百鬼調書 怪異調査はこちらまで（倉一ひや）
- ブルバスター（原作：中尾浩之・P.I.C.S、作画：伊丹ひしお、キャラクター原案：窪之内英策）
- 僕の妻は感情がない（杉浦次郎）
- 見るからに怪しい二人（鬼澤馬勇）
- 無職転生 〜異世界行ったら本気だす〜（原作：理不尽な孫の手、作画：フジカワユカ、キャラクター原案：シロタカ）
- ラブ・バレット（inee）
- リコリス・リコイル（原作：Spider Lily、作画：備前やすのり）
- 竜人の隣人（芦野ひかがみ）

## 連載終了作品

### あ行
- アーサー・ピューティーは夜の魔女（木々津克久） - 不定期掲載
- アースコロッサス（東裏友希）
- あおくび大根（山崎健、原案：はじめ） - タカラとキデイランドによるキャラクター先行企画、フラッシュアニメ化もされた
- 青春鉄道（青春） - 『コミックジーン』へ移籍。
- アガペ -犯罪交渉人 一乗はるか-（原作：鹿島潤、作画：石黒正数）
- 悪役令嬢に転生したはずがマリー・アントワネットでした（小出よしと）
- あした、裸足でこい。（原作：岬鷺宮、作画：犬井あやとり）
- アタゴオルは猫の森（ますむらひろし） - アニメ化
- アトリ抄（田代琢也）
- あねコン（高田桂）
- あねとむち（春日旬）
  - あねとむち - マンガ図書館Z（外部リンク）
- アンドロイドは地雷系の夢を見る。（ぶりすけ）
- 異形ヱステティック（鈍色家電）
- 池袋発、全セカイ行き（守月史貴）
- 異世界駅舎の喫茶店（神名ゆゆ、原作：Swind） - 出張掲載
- 異世界デスゲームに転送されてつらい（水あさと）
- 異世界の主役は我々だ！（原作：グルッペン・フューラー、漫画：加茂ユウジ、キャラクター原案:せらみかる+ユーザーのみんな） - 『コミックアルナ』ヘ移籍
- 異世界勇者の殺人遊戯（デスゲーム）（原作：らふげーむ、漫画：有馬明香） - 第1章完
- 悪戯プライバシー（ちこれ）
- Valkyrja-ヴァルキュリア-（原作：爲我井徹、作画：田中克樹）
- Wizard's Soul 〜恋の聖戦（ジハード）〜（秋★枝）
- 宇宙人のしわざです!（遠藤海成）
- 生まれ変わらないでいてくれ（櫻日和鮎実）
- うんちくラーメン（河合単）
- 映画をキミとつくりたい!（隣町歩）
- エースメイド（原作：林達永、作画：李海源）
- エスニシティ ゼロワン（多田乃伸明）
- えめすめす（藤森ゆゆ缶）
- おいしい煩悩（頬めぐみ）
- 近江の桜とメシ食うことになりまして（河村まりな）
- オーバーマンキングゲイナー（原作：富野由悠季、作画：中村嘉宏） - TVアニメのコミカライズ
- 起きてください、草壁さん（秋★枝）
- 幼なじみになじみたい（新挑限）
- おしいれのわらしさん（吉元ますめ）
- おでこさんウソつかない（遠藤仁）
- おとりよせしまっし!（ちさこ）
- 鬼嫁と結婚してしまった結果（大和なでしこ）
- オレが腐女子でアイツが百合オタで（アジイチ）
- 俺の姫靴を履いてくれ（須河篤志）

### か行
- ガールズ&パンツァー（原作：ガールズ&パンツァー製作委員会、作画：才谷屋龍一、協力：鈴木貴昭・グラフィニカ） - TVアニメの先行コミカライズ
- ガールズ&パンツァー 劇場版 Variante（原作：ガールズ&パンツァー 劇場版製作委員会、漫画：伊能高史）
- ガールズ&パンツァー 戦車道ノススメ（原作：ガールズ&パンツァー 劇場版製作委員会、漫画：葉来緑）
- ガールズ&パンツァー リボンの武者（原作：ガールズ&パンツァー製作委員会、漫画：野上武志×鈴木貴昭）
- 落ちてきた龍王（ナーガ）と滅びゆく魔女の国（原作：舞阪洸、作画：松村麻由）
- 怪・力・乱・神 クワン（志水アキ）
- 陰からマモル!（作画：まだらさい、原作：阿智太郎） - ライトノベルのコミカライズ、TVアニメ化もされた → 『月刊コミックアライブ』へ移動
- カバディ7（小野寺浩二）
- かぶき姫―天下一の女―（下元智絵）
- 神様家族（原作：桑島由一、作画：たばり） - ライトノベルのコミカライズ、TVアニメ化もされた
- かりん歩（柳原望）
- 監獄の楽園（設楽圭吾）
- 如月さんは眼光炯々（紫良河みあび）
- 生真面目な夏目くんは告白ができない（さのさくら）
- キャラ屋さんの遅い青春（高上優里子）
- Candy Boy（原作：DREAMMUSIC Inc./2008 Candeyboy PROJECT、作画：峠比呂）
- 9のパズルと魔法使い（ワイズマン）（三浦純）
- 虚数霊（むらかわみちお）
- グイン・サーガ 七人の魔道師（原作：栗本薫、作画：柳澤一明） - 小説のコミカライズ
- 空想科学大戦!（第3部・巨大ロボット編）（原作：柳田理科雄、作画：筆吉純一郎）
- 串焼きP（SABE）
- ぐだぐだするき!（大崎ペコ丸）
- くだんの彼女と未来交歓（バタフライエフェクト）（山田牛午）
- くまみこ（吉元ますめ）
- 雲のグラデュアーレ（原作：木原浩二、作画：志水アキ）
- クリスティ・ハイテンション（新谷かおる）
- クリスティ・ロンドンマッシブ（新谷かおる）
- クロてん（豊田アキヒロ） - 掲載は不定期
- 黒のストライカ（原作：十文字青、作画：ちんじゃおろおす）
- 群緑の時雨（柳沼行）
- 刑務所でマンガを教えています。（苑場凌）
- ケモノシマ（伯林）
- げんつき 相模大野女子高原付部（アキヨシカズタカ）
- 恋する名画（みもと）
- 航空自衛隊小松基地救難隊 RESCUE WINGS（トミイ大塚） - アニメ、小説、実写映画とのメディアミックス企画
- 拘束乙女の聖歌隊（原作：今川泰宏、作画：猫井ヤスユキ）
- 黄道寮の星座な日々（缶乃）
- この中に1人、妹がいる!ばすたいむ（原作：田口一、作画：ZooTAN）
- ごはんしよ!（高野聖）
- コブラ マジックドール（寺沢武一）
- コジカは正義の味方じゃない（小原愼司）
- これだからアニメってやつは!（峠比呂）

### さ行
- さくらの境（竹本泉）
- 小百合さんの妹は天使（伊藤ハチ）
- 34歳無職さん（いけだたかし）
- 実は私セックスレスで悩んでました（とがめ） - 短期集中連載
- 実話だよ!! メンヘラ彼女（永瀬ようすけ） - 単行本タイトルは『実話マンガ 愛が重たい女の子とばかりつきあう俺のヒリヒリ恋愛日記』
- 慈母れ! ヒイラギちゃん（ヤツタガナクト）
- ジャーマン・コンプレックス（田代琢也）
- 12人の優しい殺し屋〜PERSONA OF CANCER〜（Founder Masaki、漫画：阿久田ミチ）
- 終末のマリステラ（高野千春）
- 10歳かあさん（小路啓之） - 作者急逝により、2016年11月号掲載分が最終回の扱い
- 純愛と珈琲はブラックで!（永瀬ようすけ）
- 純潔のS子ちゃん。（エム。）
- 将棋めし（松本渚、将棋監修：広瀬章人）
- 将軍の血（今井ムジイ）
- 少女、悪魔となるには（八丸真幸）
- 少女入門（堀出井靖水）
- 女子会QUEST（椎名聰）
- 私立魔界学園 Gos×くら（蕨野くげ子）
- 神話警察24時（原作：あたりめ、漫画：博士）
- すいむ。（原作：夏秋望、作画：谷澤史紀）
- スイようび（汐村友）
- 数学ガール（原作：結城浩、作画：日坂水柯）
- 数学ガールII フェルマーの最終定理（原作：結城浩、作画：春日旬）
- スカルマン（原作：石ノ森章太郎、作画：島本和彦） - 石ノ森章太郎版コミックの続編、TVアニメ版とは別内容、別企画、『コミックアルファ』からの引継ぎ
- スコペロ（カサハラテツロー）
- SMOKE&WATER〜マルキ･ド･サドの孫娘〜（原作：青木潤太朗、作画：品佳直）
- セーラー服とブレザーちゃん（しろ）
- 西郷どん!（せごどん）（原作：林真理子、漫画：日高建男） - 2018年NHK大河ドラマ原作小説のコミカライズ
- 閃光少女（あさのゆきこ）
- 先生と僕（香日ゆら）
- 双月巫女（アキヨシカズタカ）
- 漱石とはずがたり（香日ゆら）
- 象の背中 天女篇（原作：秋元康、作画：たなはらりうら）
- そして船は行く（雑君保プ）
  - そして船は行く - マンガ図書館Z（外部リンク）

### た行
- 大海の戦士ツナマン!（松平鶴次郎侍）
- 退魔針 紅虫魔殺行（原作：菊地秀行、作画：申龍錧）
- 高杉さん家のおべんとう（柳原望）
- 抱き枕とは結婚できない!（だーく） - 2016年8月号に掲載された読み切り『ハグしていいのよ?』を改題して2016年11月号から短期連載
- タナトスの栞 連続殺人鬼と文学少女（花星舞）
- 断罪のユディト（うがつまつき）
- ダンス イン ザ ヴァンパイアバンド（環望） - TVアニメ化。
  - ダンス イン ザ ヴァンパイアバンド外伝 スレッジ・ハマーの追憶
  - スカーレット オーダー ダンス イン ザ ヴァンパイアバンド2
- ちおちゃんの通学路（川崎直孝）
- 地球防衛OLいちご（新居さとし） - 連載途中で「女神の鉄槌」より改題
- 超人ロックシリーズ（聖悠紀）
  - 超人ロック エピタフ
  - 超人ロック 嗤う男
  - 超人ロック ドラゴンズブラッド
  - 超人ロック ガイアの牙
  - 超人ロック ロック イン ザ ボックス
  - 超人ロック 憧憬 - 作者急逝により本人執筆による原稿は2021年8月号が最後の掲載。最終話は残されたプロットとネームを元に佐々倉咲良が「作画協力」として完成させ（作者としては聖の単独名義）、2023年7月号に掲載。
- 超少女明日香（和田慎二）
- 超時空眼鏡史メビウスジャンパー（小野寺浩二）
- ちょっと今から仕事やめてくる（原作：北川恵海、漫画：鈴木有布子）
- 剣の女王と烙印の仔（原作：杉井光、キャラクター原案：夕仁、作画：あきやまねねひさ）
- つるた部長はいつも寝不足（須河篤志）
- ディスローン（田代琢也）
- てぃ先生（原作：てぃ先生、漫画：ゆくえ高那）
- デンキ街の本屋さん〜BOOKSうまのほね〜（水あさと）
- 東京消滅戦争（機龍郷）
- 東京バカっ花（原作：室井滋、作画：たきむらりゅう）
- 刀神妖緋伝（新谷かおる）
- 咎狩 白（夏目義徳）
- 轟け!鉄骨くん（佐藤マコト）
- となりの関くん じゅにあ（森繁拓真）
- 殿といっしょ（大羽快）
- トランジスタにヴィーナス（竹本泉）
- トランスルーセント〜彼女は半透明〜（岡本一広）

### な行
- 鳴かせてくれない上家さん（古日向いろは、原作：更伊俊介、監修：内川幸太郎）
- ナジカ電撃作戦（原作：スタジオ・ファンタジア、作画：田代琢也） - TVアニメのコミカライズ
- 70億の針（多田乃伸明）
- 日常ロック（松並香葉、原作：トラゾー、制作協力：日常組） - 『コミックアルナ』ヘ移籍
- 日々（にちにち）にパノラマ（竹本泉）
- 二十面相の娘（小原愼司） - TVアニメ化
  - 二十面相の娘 うつしよの夜
  - 二十面相の娘 少女探偵団
- 忍者飛翔（和田慎二）
- ネトラレミノル（國本隆史）
- 猫と仲良くなりたい（汐村友）

### は行
- BURNING BECCKY（炭山文平）
- 廃課金四姉妹（地下）
- 初情事まであと1時間（ノッツ）
- バッドビート! 〜辻堂真夏のポーカー戦線〜（矢崎結子×渡辺アビ）
- はなまるっ!（荒木風羽）
- 花村ちゃん、セフレがいる結婚ってアリですか?（まさぺこ）
- はなものがたり（schwinn）
- パニくる!?（櫻日和鮎美）
- パネマジ!〜その嬢は修正済みです〜（まきたこん）
- パパンがパンダ（作：山崎健、原案：ハッピープロジェクト）
- はぴはぴあ!（いの）
- ばもら!（長田佳巳）
- 祓ってませんよ?（カガミツキ）
- 日替わりウィッグの桂さん（渡りに船）
- 姫と呼ばないで（地下）
- ファンタジックチルドレン 時計じかけの旅人たち（原作：なかむらたかし、作画：宮野将一） - TVアニメのコミカライズ
- 不器用な匠ちゃん（須河篤志）
- 服なんて、どうでもいいと思ってた。（青木U平）
- ふたつのスピカ（柳沼行） - 2003年にNHK BS2でアニメ化。2009年6月にNHKで実写化。
- 復活の地（原作：小川一水、作画：みずきたつ）
- BRAVE10（霜月かいり） - ドラマCD化。アニメ化。2011年1月号にて第一部の終了および『コミックジーン』への移籍が発表。
- ペーパーウエイト アイ（原作：田沢孔治、作画：さかもと麻乃）
- ヘルドクターくられの科学はすべてを解決する!!（原作：○○の主役は我々だ!、漫画：加茂ユウジ） - 『コミックアルナ』ヘ移籍
- ボイラジ〜僕の好きなパーソナリティ〜（森繁拓真）
- 放課後メタバース（秋★枝）
- ホーカスポーカス（倉薗紀彦）
- ホークウッド（トミイ大塚）- 『コミックヒストリア』の休刊後に同誌より移籍
- 北陸とらいあんぐる（ちさこ）
- 保健室はふたりきり（ろここ）
- ポコとあそぼう（D.P）
- 星を追う子ども（原作：新海誠、作画：三谷知子）
- 煩悩寺（秋★枝） - 掲載は不定期だったが、2011年5月号より毎号掲載となる。

### ま行
- MAGI×ES 魔法小路の少年少女（竹本泉）
- まことディストーション（まつだひかり）
- 魔弾の王と戦姫（ヴァナディース）（柳井伸彦、原作：川口士、キャラクター原案：よし☆ヲ）
- マナゴコロ（藪野続久）
- マヤさんはうらめしい（土田ヒノギ）
- マリオンハイド（原作：北村龍平、作画：加倉井ミサイル）
- 漫画家探偵ひよこ（反転邪郎）
- マンガの神様、罰をお与えください!（天栗めし子）
- 密着!江坂さん（マスダプラス）
- ミミコかみんぐ!（倫理一輝）
- 迷探偵の条件（原作：日向夏、漫画：蕨野くげ子）
- メンタル激強保健医の力技カウンセリング（霰屋）
- 妄想稼業の道長さん（志賀伯）
- モコと歪んだ殺人鬼ども（反転邪郎）
- ももるぶ（志賀伯）

### や・ら・わ行
- やったねたえちゃん!（カワディMAX）
- 勇者と魔王の魂魄歴程（エクスタシス）（GEN）
- 夕焼けロケットペンシル（あさのゆきこ）
- 夢見るお花（雪都） - 不定期掲載
- ラブホの上野さん（博士、原案：上野）
- ランダムフライ（西川淳）
- 私のご飯がまずいのは お前が隣にいるからだ（いのうえさきこ） - 2012年8月号から9月号にかけて読切掲載された後、2012年11月号より2014年5月号まで正式連載

## 映像化作品

### アニメ化
| 作品                                                | 放送年          | アニメーション制作                      | 備考                |
| --------------------------------------------------- | --------------- | --------------------------------------- | ------------------- |
| ふたつのスピカ                                      | 2003年-2004年   | グループ・タック                        |                     |
| 二十面相の娘                                        | 2008年          | ボンズ テレコム・アニメーションフィルム |                     |
| ダンス イン ザ ヴァンパイアバンド                   | 2010年          | シャフト                                |                     |
| 殿といっしょ                                        | 2010年（第1期） |                                         | OVAあり             |
| 殿といっしょ                                        | 2011年（第2期） | ギャザリング                            | OVAあり             |
| となりの関くん                                      | 2014年          | シンエイ動画                            |                     |
| デンキ街の本屋さん                                  | 2014年          | シンエイ動画                            |                     |
| くまみこ                                            | 2016年          | キネマシトラス EMTスクエアード          |                     |
| ちおちゃんの通学路                                  | 2018年          | ディオメディア                          |                     |
| このヒーラー、めんどくさい                          | 2022年          | 寿門堂                                  | ComicWalkerから移籍 |
| 僕の妻は感情がない                                  | 2024年          | 手塚プロダクション                      |                     |
| 対ありでした。 〜お嬢さまは格闘ゲームなんてしない〜 | 2025年          | ディオメディア                          |                     |

他誌（月刊コミックジーン）に移籍後にテレビアニメ化された作品には『BRAVE10』がある。
| 作品     | 公開年 | アニメーション制作 | 備考       |
| -------- | ------ | ------------------ | ---------- |
| てぃ先生 | 2017年 | PRHYTHM VISION     | タテアニメ |

### 実写化
| 作品                           | 放送年 | 制作                | 備考                                  |
| ------------------------------ | ------ | ------------------- | ------------------------------------- |
| ふたつのスピカ                 | 2009年 | NHKエンタープライズ |                                       |
| となりの関くん                 | 2015年 | ダブ                | 『るみちゃんの事象』との2本立てで放送 |
| ヒモメン〜ヒモ更生プログラム〜 | 2018年 | テレビ朝日          |                                       |
| 初情事まであと1時間            | 2021年 | ビデオプランニング  | 9話以降はWebドラマ                    |
| 高杉さん家のおべんとう         | 2024年 | CTV MID ENJIN       |                                       |

| 作品                                                | 配信年          | 制作                 | 備考           |
| --------------------------------------------------- | --------------- | -------------------- | -------------- |
| ラブホの上野さん                                    | 2016年（第1期） | トップシーン（協力） | 地上波でも放送 |
| ラブホの上野さん                                    | 2017年（第2期） | トップシーン（協力） | 地上波でも放送 |
| 将棋めし                                            | 2017年          | The icon（協力）     | 地上波でも放送 |
| 対ありでした。 〜お嬢さまは格闘ゲームなんてしない〜 | 2023年          | N/A                  |                |

## コミックアルファ
『コミックα』とも表記される。1998年3月7日創刊、発売は7日と22日の月2回刊行、1999年に休刊となる。創刊時の目玉として『サイボーグ009』の完結編を予定していたが、石ノ森章太郎の急逝により叶わなかった。

### コミックアルファの連載作品
- 大きな玉ねぎのむこう（原作：サンプラザ中野、作画：田中久志）創刊号 -
- かじ暦（倉田よしみ）創刊号 -
- コンビにまりあ（三浦みつる）創刊号 -
- ザ・シニア（ながいのりあき）創刊号 -
- スカルマン（島本和彦）創刊号 - 休刊号 ※休刊後は『フラッパー』にて継続。詳細は上記を参照。
- 獅子の一族（かわぐちかいじ）創刊号 -
- シャイニング（原作：安刀乱地巣、作画：バロン吉元）創刊号 -
- スペースフェアリー（永井豪）創刊号 -
- ZERO HOUR（武本サブロー、さいとうプロ）創刊号 -
- たかこ（六田登）創刊号 -
- 薬膳仙女マダム明（原作：楊愛蓮、作画：花小路小町）創刊号 - 休刊号 ※休刊後は『フラッパー』にて継続。
- すずなり横丁道楽商店街（原作：中原まこと、作画：高井研一郎）創刊2号 -
- 派遣社員 松島喜久治（ふじのはるか）※休刊後は『まんがタイムオリジナル』（芳文社）に転籍。
- ハネ太（ちばてつや）
- 草野球列伝（水島新司）
- トリプルR（原作：剣名舞、作画：ほんまりう）
- アミューズ（原作：大石けんいち、作画：小倉はるき）
- タンポポ橋わたれ!（古谷三敏）
- LOVE FISH 三平クラブ（矢口高雄）
- 一撃（原作：滝直毅、作画：高橋よしひろ）1998年15号 -
- 空想科学大戦2（原作：柳田理科雄 、作画：筆吉純一郎）1999年7号 -
- コートと青空（山川直人）1999年7号 - ※休刊後は『ビームコミックス』（KADOKAWAエンターブレインブランド）にて短篇収録。

### コミックアルファの映像化作品一覧

#### 実写化（コミックアルファ）
| 作品           | 放送年 | 制作         | 備考 |
| -------------- | ------ | ------------ | ---- |
| コンビにまりあ | 2001年 | 中部日本放送 |      |

## コミックアルナ
『コミックアルナ』はKADOKAWAが発行する日本の月刊漫画雑誌。『月刊コミックフラッパー』の増刊誌として、2022年7月13日に創刊。毎月中旬ごろに発売。判型はB5。SNSで活躍するネットクリエイターや配信者などが登場する作品が掲載される。10代から20代の女性を対象としている。
創刊時には発売を記念してPVを公開。そのほか、池袋、渋谷、新宿にて交通広告が展開された。

### コミックアルナの連載作品
2025年8月号（37号）現在。
- あかつきのヒマリとくま（サカイタカヒロ）
- 異世界の主役は我々だ！（原作：グルッペン・フューラー、漫画：加茂ユウジ、キャラクター原案:せらみかる+ユーザーのみんな） - 『コミックフラッパー』より移籍[2]
- 一軍男子は恋してる（本田もなか）
- エンプレスエイジ〜闇社会の主役は我々だ！〜（せらみかる、監修：ゾム） - 2024年11月号から無期限連載休止中[4]
- オウマガトキFILM 視えないものが視える刻（稲垣みさお、原案：オウマガトキFILM）
- 壊胎（のくらじれ、原作：むつー）
- コトダマ叶えて！ ときえ先生（長谷川シグリオ）
- 紗痲 Fallin’ Jail（深津、原作：煮ル果実、キャラクター原案：WOOMA）
- ダンジョンバンド（新挑限）
- 日常ロック（松並香葉、原作：トラゾー、制作協力：日常組） - 『コミックフラッパー』より移籍[2]
- 白物語（原作：Nakamu、漫画：石倉稔紀、協力：White Tails）
- ぶいある！ 〜とあるVTuber事務所あるある〜（7zu7、原作：あおぎり高校職員室）
- ヘルドクターくられの続科学はすべてを解決する!!（原作：くられ、漫画：加茂ユウジ、制作協力：○○の主役は我々だ!） - 2024年12月号から無期限連載休止中[4]
- 魔法少女ノ魔女裁判（時任せつな、原作：Acacia）
- みりぷろ -無数の繋がりを目指して-（葛西尚、監修：ミリプロ）

### コミックアルナの連載終了作品
- あの子にナイショのVTuber!（青目槙斗）
- 円満解決！閻魔ちゃん（篠原九、原作：Plott・羊太郎）
- 来たれ、パレット団！（双葉陽、キャラクター原案：さいとうなおき）
- 君とブルーに染まる頃（原作：みあ（三月のパンタシア）、斎藤栞）
- 巨大生物ばかりの異世界をパルクールと足場スキルで無双する。（TADD、原作：トム・ブラウンみちお）
- じいさんばあさん若返る（新挑限）
- 全力回避フラグちゃん!（原田靖生、原作：壱日千次・Plott・biki）
- だるい野球部はサボりたい〜背番号よりオフをくれ！〜（奥嶋ひろまさ、原作：松井尚斗（あめんぼぷらす））
- とさのたね 〜土佐兄弟、あるあるネタができるまで〜（柏木大樹、キャラクター原案：土佐兄弟）
- ひろゆき、異世界でも論破で無双します（原作：高菜八期、漫画：はたしま卯月、監修：ひろゆき）※第1部完[5]
- プロ奢ラレヤー〜働かずに生きるコツ〜（萬田啓史、傍観：プロ奢ラレヤー）
- ヘルドクターくられの科学はすべてを解決する!!（原作：○○の主役は我々だ!、漫画：加茂ユウジ、科学監修：くられ） - 『コミックフラッパー』より移籍[2]
- まいぜんシスターズの冒険〜物ノ怪神社とたまゆらの姫〜（原作：芥邉雨龍、作画：土田健太、監修：まいぜんシスターズ）
- メゾン・ド・レインボー（榎屋克優、監修：レインボー）
- 酔いとゆくすえ 〜酒村ゆっけ、小説コミカライズ短編集〜（夜の羊雲、原作：酒村ゆっけ、）
- わたしのお母さん（兎屋まめ）※第1部完[6]

### コミックアルナの映像化作品一覧

#### アニメ化（コミックアルナ）
| 作品                   | 放送年 | アニメーション制作 |
| ---------------------- | ------ | ------------------ |
| じいさんばあさん若返る | 2024年 | 月虹               |